# Osiedle Kolonia Jordana w Gdańsku
Osiedle Kolonia Jordana – budowane od roku 1990małe osiedle domów jedno i wielorodzinnych, położone w osiedlu Aniołki, blisko centrum Gdańska. Inwestycja rozłożona została na pięć etapów, a ostatni zakończony został w 2003 roku.
Potocznie znane także jako osiedle Focha, od ul. Ferdinanda Focha.
| Etap | Mieszkania | Budynki |
| ---- | ---------- | ------- |
| 1.   | 159        | 5       |
| 2.   | 78         | 3       |
| 3.   | 104        | 5       |
| 4.   | 86         | 5       |
| 5.   | 80         | 4       |